# Heteronida aspinirostris
Heteronida aspinirostris is een tienpotigensoort uit de familie van de Munididae. De wetenschappelijke naam van de soort is voor het eerst geldig gepubliceerd in 1981 door Khodkina.